# Łapczyce
Łapczyce – wieś w Polsce położona w województwie dolnośląskim, w powiecie trzebnickim, w gminie Żmigród.
| SIMC    | Nazwa            | Rodzaj         |
| ------- | ---------------- | -------------- |
| 0884252 | Kliszkowice Małe | przysiółek wsi |

W latach 1975–1998 miejscowość administracyjnie należała do województwa wrocławskiego.

## Testy taboru kolejowego
W pobliżu wsi znajduje się tor doświadczalny Instytutu Kolejnictwa.